# Гамбелара
Гамбела̀ра (на италиански: Gambellara; на венециански: Ganbełara, Ганбелара) е малко градче и община в Северна Италия, провинция Виченца, регион Венето. Разположено е на 70 m надморска височина. Населението на общината е 3398 души (към 2015 г.).